# XXV век до н. э.
XXV (два́дцать пя́тый) век до на́шей э́ры по пролептическому юлианскому календарю — век с 1 января 2500 года до н. э. по 31 декабря 2401 года до н. э. Это 6-й век 3-го тысячелетия до н. э. Ему предшествовал XXVI век до н. э., за ним следовал XXIV век до н. э. Закончился 4425 лет назад.

## Правители
- Фараоны Джедефра, Хефрен, Бихерис, Микерин, Шепсескаф, Усеркаф, Сахура, Нефериркара Какаи, Шепсескара, Неферефра, Ниусерра.
- 2-я династия Киша: 6 царей, засвидетельствованных только «Царским списком». Энби-Астар (ок. 2400).
- 1-я династия Ура (ок. 2500—2425): Мескиангнуна, Элили, Балулу (?).
- 2-я династия Урука: Эн-Шакушана, Лугалькингенешдуду, Лугалькисальси.
- 1-я династия Лагаша: Ур-Нанше (ок. 2500), Акургаль.
- Правители Акшака: Унзи, Ундадибдид, Зузу, Пузур-Сумукан, Ишуэль, Шу-Суэн.
- Цари Авана (Элам): Пели, Тата, Уккутахиш, Хишур.

## События

### Египет
- Ок. 2482—2475+25 — Джедефра (Реджедеф), преемник Хеопса. Неоконченная пирамида около Абу-Роаш.
- Ок. 2472—2448+25 — Хефрен (Хафра), преемник Джедефра и сын Хеопса. Пирамида в Гизе высотой 143,5 метра.
- Ок. 2447—2442+25 — Микерин (Менкаура), сын Хефрена. Пирамида в Гизе высотой 66 метров.
- Ок. 2441—2436+25 — Фараон Египта Шепсескаф. Надгробие из громадных камней (Мастабат-Фираун близ Саккары).
- Ок. 2435—2306+25 — V династия. Небольшие пирамиды около Абусира и Саккары.
- Ок. 2435—2429+25 — Основатель V династии Египта — Усеркаф. С материнской стороны V династия — продолжение IV.
- Ок. 2428—2416+25 — Второй фараон V династии Египта — Сахура. Победы над азиатами и ливийцами. Доставка золота и благовонной смолы из Южного Красноморья (Пунт).
- Ок. 2402—2374+25 — Один из фараонов V династии — Ниусерра. Храм около селения Абу-Гураб.

### Месопотамия
- Ок. 2500 — Правитель Шумера Месилим, царь Киша.
- Начало 25 века — На преобладание в Шумере претендует Киш.
- Ок. 2425 (ок. 2470) — Патеси Лагаша Эанатум. Разгром Эанатумом войска Уммы, поддержанного царями Киша и Акшака. «Стела коршунов».
- Ок. 2420-е (2460-е годы) — Победа Эанатума над горцами Элама.
- 2410—2400-е годы (2450—2440-е годы) — После смерти Эанатума возобновляется борьба Лагаша с Уммой.

### Другие регионы
- XXV—XXIII века — существование семитического королевства с центром в Эбле в Северной Сирии.

## Мифические события
- 2492 — первый год древнеармянского календаря, связанный с восстанием великана Айка (Хайка), мифического прародителя армян, против титана Бэла, их битвой 11 августа 2492 года до н. э. и созданием первого армянского государства.
- 2436 — начало правления Ди Ку, легендарного императора Древнего Китая[1].